# Hermann Dänzer
Hermann Dänzer (* 21. Oktober 1904 in Frankfurt am Main; † 25. Juni 1987 ebenda) war ein deutscher Physiker und Hochschullehrer. Von 1951 bis 1969 wirkte er als Lehrstuhlinhaber und Institutsdirektor an der Universität Frankfurt.

## Leben
Hermann Dänzer wurde 1904 als Sohn des Telegraphensekretärs August Dänzer in Frankfurt am Main geboren. Dort erwarb er 1923 das Abitur an der Helmholtzschule und begann ein Studium der Physik, Mathematik und Musik an der Johann Wolfgang Goethe-Universität Frankfurt am Main. Dänzer studierte unter anderem bei Carl Ludwig Siegel, Richard Wachsmuth und Erwin Madelung und wurde 1928 bei Karl Wilhelm Meissner mit der Dissertation Über die Absorption Hertz’scher Wellen in ionisierenden Gasen zum Dr. phil. nat. promoviert, wobei er zum ersten Mal experimentell die Absorption Hertz’scher Wellen in ionisierten Gasen nachwies und die Lebensdauer der freien Elektronen mit einer Methode von Meissner und Walter Graffunder bestimmte. Anschließend wurde Dänzer Assistent des theoretischen Physikers Erwin Madelung. Im Mai 1930 legte Dänzer für die Lehramts-Schulfächer Mathematik und Physik und das Zusatzfach Musik das Staatsexamen ab und wurde Referendar am Frankfurter Lessing-Gymnasium und an der Sachsenhäuser Oberrealschule. Zusätzlich legte er im Februar 1932 das Assessorenexamen ab und lehrte ein halbes Jahr an der Staatlichen Oberschule in Schlüchtern, strebte allerdings eine universitäre Laufbahn an.
Im Jahr der nationalsozialistischen Machtergreifung wurde Dänzer Mitglied der SA. Ab Ostern 1933 arbeitete er bei der Universität Frankfurt am Main mit einem Stipendium unter Anleitung des Privatdozenten Boris Rajewsky am Institut für die physikalischen Grundlagen der Medizin von Friedrich Dessauer. Er wurde im November 1934 Assistent am Physikalischen Institut.
1935 veröffentlichte Dänzer das Buch Grundlagen der Quantenmechanik. Er habilitierte sich 1936, wobei er in der Lehrprobe über Wandlungen im physikalischen Weltbild vortrug. Sein Fachbuch wurde in einem späteren Gutachten von Walther Bothe als „ausgezeichnet“ gewürdigt. Im Januar 1937 wurde Dänzer Dozent für Physik und Oberassistent. Am 25. Juni 1937 beantragte er die Aufnahme in die NSDAP und wurde rückwirkend zum 1. Mai desselben Jahres aufgenommen (Mitgliedsnummer 4.099.029). Dänzer unterstützte Professor Marianus Czerny intensiv bei der Vorlesungstätigkeit und der Betreuung von Doktorarbeiten.
Nachdem im Dezember 1938 am Berliner Kaiser-Wilhelm-Institut für Chemie von Otto Hahn und Fritz Straßmann die Kernspaltung entdeckt worden war und viele Physiker die potentielle Freisetzung enormer Energiemengen als Kernenergie oder Kernwaffe erkannten, hatte erst das Reichserziehungsministerium führende deutsche Atomforscher für eine Koordination entsprechender Forschung versammelt, jedoch nach Beginn des Zweiten Weltkrieges das Heereswaffenamt die Initiative an sich gezogen, und als nach der Besetzung Frankreichs 1940 das noch nicht fertiggestellte Pariser Zyklotron in das Uranprojekt integriert wurde, ging auch Dänzer für eine Zeit lang nach Frankreich. Von Kurt Diebner hatte Wolfgang Gentner den Auftrag erhalten, das Zyklotron fertigzustellen, wofür dieser Dänzer als Hochfrequenzspezialisten für eine Neukonstruktion des Senders hinzuzog.
Nach der erfolgreichen Fertigstellung des Pariser Zyklotrons wurde Dänzer 1941 in Heidelberg Walther Bothe als Mitarbeiter in der Abteilung für Physik am Kaiser-Wilhelm-Institut für medizinische Forschung zugeteilt. Parallel zu seiner Vorlesungstätigkeit in Frankfurt wurde Dänzer von Bothe mit den Vorarbeiten zum Bau eines Betatrons betraut. Im gleichen Jahre heiratete Dänzer die aus Oberschlesien stammende Lehrerin Johanna Brzoska und sie hatten zusammen die Kinder Hermann und Hanne.
Im Jahre 1943 wurde Dänzer an der Universität Frankfurt am Main zum außerordentlichen Professor ernannt. Aufgrund der sich verschlechternden Kriegsumstände konnte ein Teil der Arbeiten Dänzers von 1944 nicht mehr gedruckt werden.
Nach dem Ende des Zweiten Weltkrieges endete vorübergehend Dänzers Lehrtätigkeit und er widmete sich dem Verfassen des Buches Einführung in die Theoretische Kernphysik.
Im Jahre 1948 wurde er als Professor für Experimentalphysik an die Johannes Gutenberg-Universität Mainz berufen, kehrte allerdings schon 1951 als ordentlicher Professor wieder an die Universität Frankfurt auf den Lehrstuhl des Instituts für Angewandte Physik zurück.
Neben der noch immer am Institut nötigen Aufbauarbeit aufgrund von Kriegsschäden betreute Dänzer eine große Zahl von Bewerbern aus der Kriegsgeneration bei Diplomarbeiten und Doktorarbeiten. Er genoss einen hervorragenden Ruf als Professor, der seine eigene Begeisterung für die Physik weitergeben und die hohe Schule des physikalischen Denkens vermitteln konnte.
Dänzer wurde im Jahre 1971 emeritiert.

## Schaffen
Dänzer befasste sich in seiner Laufbahn mit einem weiten Spektrum physikalischer Gebiete. Neben der Kernphysik, Atomphysik und Biophysik zählen dazu auch Akustik, Elektrodynamik und Elektrotechnik.
Teilweise zusammen mit Boris Rajewsky beschäftigte Dänzer sich mit biophysikalischen Themen, darunter der biologischen Wirkung ionisierender Strahlung und mit der Diathermie, wofür er z. B. Karl Willy Wagners Theorie der dielektrischen Verluste nutzbar machte und auch die von Abraham Esau und Erwin Schliephake eingeführte Kondensatorfeldmethode.
Bei seiner Arbeit auf dem Gebiet der Kernphysik baute Dänzer für Experimente mit künstlichen Kernumwandlungen eine Höchstspannungsanlage auf, die im Frühjahr 1936 bis zu 750 kV mittels Resonanzüberhöhung in einem Reihenschwingkreis erzeugte.
Im Jahre 1939 befasste Dänzer sich mit der Relaxation. Als nach der Besetzung Frankreichs 1940 das noch nicht fertiggestellte Zyklotron in den deutschen Einflussbereich kam, wurde dessen Nutzung zu einer wichtigen Aufgabe im deutschen Uranprojekt. Bei der Fertigstellung des Teilchenbeschleunigers leistete Dänzer den notwendigen Bau eines Hochfrequenz-Senders.
Vor Kriegsende befasste Dänzer sich u. a. mit dem Strahlenschutz, wofür er speziellen Strahlenschutzbeton entwickelte.
Als Dänzer nach Kriegsende nach einem Mainzer Zwischenaufenthalt erneut als Professor an der Universität Frankfurt arbeitete, hatte er unabhängig von Kjell Johnson und William Walkinshaw die Idee und entwarf die Theorie der Linearbeschleuniger in Helix-Struktur und begründete an der Universität die erfolgreiche Arbeit mit Hochfrequenz-Beschleunigerstrukturen.
Zu Dänzers Doktoranden gehören Heinz Lueg und Horst Klein.

## Publikationen
- Über die Absorption Hertzscher Wellen in ionisierten Gasen, Dissertation, Barth, Leipzig, 1929.
- Eine Erweiterung der statistischen Theorie der biologischen Strahlungswirkung, Teil I zus. m. Boris Rajewsky, Teil II, Zeitschrift für Physik, 89, 1934.
- Über das Verhalten biologischer Körper im Hochfrequenzfeld I, Annalen der Physik, 20, 1934.
- Grundlagen der Quantenmechanik, Steinkopff, Dresden, 1935.
- Zur Theorie der Kondensatorfeldmethode, Zeitschrift für Hochfrequenztechnik und Elektroakustik, 45, 1935.
- Über das Verhalten biologischer Körper im Hochfrequenzfeld II, Annalen der Physik, 21, 1935.
- Eine einfache Methode zur Erzeugung hoher Wechselspannungen, zus. m. Werner Hasselbeck, Annalen der Physik, 25, 1936.
- Ultrakurzwellen in ihren medizinisch-biologischen Anwendungen. Ergebnisse der Biophysikalischen Forschung, Band 1, zus. m. Hans Erich Hollmann, Boris Rajewsky, 1938.
- Zur Theorie des Verhaltens magnetischer Momente im magnetischen Drehfeld Annalen der Physik, Annalen der Physik, 35, 1939.
- Ein Studienmodell des Zyklotrons, Annalen der Physik, 41, 1942.
- Über die Ausbeute an Röntgenstrahlen bei Höchstspannungsanlagen, Annalen der Physik, 43, 1943.
- Bericht über Arbeiten an einer Elektronenschleuder, zum. m. Walther Bothe, Wolfgang Gentner, Reichsberichte für Physik, 1944.
- Zur Theorie der Neutronenschutzwände. Teil I: Allgemeine Theorie, Teil II: Numerischer Teil, zus. mit Boris Rajewsky u. Hermann Muth, Reichsberichte für Physik, 1944, Teil II ging nicht mehr in den Druck.
- Bericht über die Arbeiten am Pariser Zyklotron, zum. m. Walther Bothe, Wolfgang Gentner, Georg Hartwig, Heinz Rackwitz, Reichsberichte für Physik, 1944, ging nicht mehr in den Druck.
- Theorie des Betatrons, in: FIAT Review of German Science 1939–1945: Nuclear Physics and Cosmic Rays. Part II, 1948.
- Das Betatron als biophysikalische Strahlenquelle, in: FIAT Review, Bd. Biophysik, Teil II.
- Strahlenschutz, in: FIAT Review of German Science 1939–1945: Nuclear Physics and Cosmic Rays. Part II, 1948.
- Einführung in die theoretische Kernphysik, Verlag Braun, Karlsruhe, 1948.
- Über die Wirkungsweise und den Aufbau von Protonen Wendellinearbeschleunigern mit variabler Endenergie, zus. m. Helmut Herminghaus, Horst Klein, Zeitschrift für Naturforschung 21a, Bei-Heft, 1966.
- Über elektrische und akustische Einschwingvorgänge, Annalen der Physik, 10, 1952.
- Über die Strömungsverhältnisse an der Lippenöffnung von Orgelpfeifen, Zeitschrift für Physik 144, 1956.
- Die Rolle des Modells und des bildhaften Denkens in der naturwissenschaftlichen Forschung, Physikalische Blätter, 16, 1960.
- Über die stationären Schwingungen der Orgelpfeifen, Zeitschrift für Physik, 162, 1961.
- Zur Theorie des Lasers, Biophysik 2, 1964.